# Ariel Cabral
Alejandro Ariel Cabral  (Buenos Aires, 11 de setembro de 1987), é um ex-futebolista argentino que atuava como volante. Seu último clube foi o Racing Montevideo, do Uruguai. 

## Carreira

### Vélez Sársfield
Começou a carreira profissional em 2007 pelo Vélez Sársfield. Pelo clube disputou 206 jogos, marcando 7 gols.

### Légia Varsóvia
Foi emprestado em 2010 o clube polonês, onde disputou 28 jogos marcando 3 gols.

### Cruzeiro
Em agosto de 2015, foi contratado pelo Cruzeiro com o vinculo de 1 ano, o jogador veio sem custos para a Raposa.
Em 16 de agosto de 2015, Ariel fez sua estreia no Cruzeiro. Vestindo a camisa 40, o jogador entrou no segundo tempo no lugar do volante Charles no empate em 0–0 com o Internacional no Mineirão, jogo válido pela 19º rodada do Campeonato Brasileiro de 2015.
Em 6 de janeiro de 2016, Ariel Cabral assinou um novo contrato de dois anos com o Cruzeiro, devido a excelente performance no final de temporada 2015, o jogador teve seu vinculo estendido até dezembro de 2018.
Presidente do Cruzeiro, Gilvan de Pinho Tavares disse: " Já estava sendo visado por vários clubes, de fora e até do Brasil. Mais um investimento que tivemos que fazer, mas seguramos esse jogador, o Ariel concretizamos a negociação para ficar mais temporadas no Cruzeiro."
Bruno Vicintin, vice-presidente do Cruzeiro declarou: "Muito feliz em anunciar a renovação do Ariel até o final de 2018. Era uma das nossas prioridades. Foi um jogador que conquistou a todos, dentro e fora de campo. Segue uma linha do Cruzeiro de grandes jogadores argentinos que tiveram sucesso aqui. Estão todos muito felizes com a renovação dele. O Ariel Cabral fica no Cruzeiro, até 2018".
Ariel Cabral concluiu: "Tenho que agradecer ao presidente, ao vice-presidente, a toda a diretoria. Não pensei que depois de quatro meses aqui já ia renovar. Minha meta é ganhar títulos com o Cruzeiro. Desde que eu cheguei a Belo Horizonte, vivi coisas muito boas. Daqui pra frente, quero ganhar coisas importantes com o clube. Tenho muita fé que vamos conseguir." 
Em 5 de março de 2018, o Cruzeiro oficializou a renovação de contrato com o jogador por mais duas temporadas. O vínculo anterior, que venceria no fim do mesmo ano, foi prorrogado até dezembro de 2020. O acordo entre o argentino e o clube mineiro também prevê que, caso haja interesse entre ambas as partes, o contrato poderá ser prorrogado automaticamente até dezembro de 2021.

### Goiás
Em 15 de outubro de 2020, foi acertado seu empréstimo para o Goiás até o término do Campeonato Brasileiro, em fevereiro de 2021.

### Retorno ao Cruzeiro
Após empréstimo, retornou ao Cruzeiro para a temporada 2021. Em sua reestreia, tornou-se o estrangeiro com mais partidas pelo clube, superando Giorgian De Arrascaeta. A partida contra o Náutico, realizada no dia 25 de novembro de 2021, foi sua última partida pelo Cruzeiro.

### Racing Club de Montevideo
O Racing Club de Montevideo, então líder da segunda divisão do Campeonato Uruguaio, anunciou a contratação de Ariel Cabral em junho de 2022.

### Aposentadoria
Sem atuar profissionalmente pelo Racing Montevideo desde 22 de julho de 2023, Ariel Cabral anunciou em fevereiro de 2024 a sua aposentadoria do futebol, aos 36 anos de idade. No entanto, revelou que pretende seguir no futebol, mirando se tornar técnico.

## Títulos
Vélez Sársfield
- Campeonato Argentino: 2008–09 (Clausura)

Légia Varsóvia
- Copa da Polônia: 2010–2011[11]

Cruzeiro
- Copa do Brasil: 2017, 2018
- Campeonato Mineiro: 2018, 2019

Seleção Argentina Sub-20
- Mundial Sub-20: 2007